# Gobō
Gobō (御坊市?) è una città giapponese della prefettura di Wakayama.